# عقيرباء كرواتية
عقيرباء كرواتية (الاسم العلمي: Euscorpius croaticus) هي نوع من العنكبوتيات يتبع جنس العقيرباء من الفصيلة العقيربية.